# ふしぎとぼくらはなにをしたらよいかの殺人事件
『ふしぎとぼくらはなにをしたらよいかの殺人事件』は、橋本治の推理小説。1983年に初版が徳間書店より刊行。2022年12月15日に復刊（集英社）。

## あらすじ
東大文学部卒でイラストレーターになった田原高太郎のもとに美大卒でライターのガールフレンド・理梨子が探偵業の依頼を持ってきたので、依頼先のある一家を訪れると殺人事件が発生。田原は殺人事件の推理とともに、自分の少年期を内省する。

## 備考
タイトルは、ヴォネガットの『タイタンの妖女』に登場する児童書『ふしぎとぼくらはなにをしたらよいかのこども大百科』からの引用で、冒頭にも同書から「時間等曲率漏斗」についての記述が引用されている。本作品は他にも、フィリップ・K・ディックの『宇宙の眼』や村上春樹の『羊をめぐる冒険』や漫画『パタリロ!』などの一節が銘句として引用されている。ちなみに、この架空の児童書のタイトルは、橋本の没後に刊行された小説『人工島戦記』のサブタイトルにも使われている。

## 評価
仲俣暁生は、青春推理小説の傑作として絶賛している。仲俣は、復刊版の解説も手掛けていて、解説文のタイトルは"十年の時を隔てた二つの「政治小説」――『人工島戦記』と『ふしぎとぼくらはなにをしたらよいかの殺人事件』"であり、そこで次のような記述を残している。"「では、これから私たちは「なにをしたらよい」のか。その答えは、十年の時を隔てたこの二つの「政治小説」のなかにすでに書き込まれている。」"。
樋口尚文は『愛のテーマ・序曲 橋本治の研究読本』(北宋社)所収の「死の病い・謎解き」という論稿で、推理小説に対して自己言及的な「推理小説論的推理小説」といった趣の前半しか面白くない、と批評している。

## 作中に登場する固有名詞
本作品は、大河ドラマへの言及があったり、田原が推理の対象となる一家をドラマでやるなら誰がよいかなどと心中でキャスティングしたりするので、芸能人の名前が多く登場する。
- 美保純
- 川島なお美
- 池上季実子
- 仲代達矢

## 書誌情報
- 『ふしぎとぼくらはなにをしたらよいかの殺人事件』集英社、2022年12月15日発売、四六判、576ページ、ISBN：978-4-8342-5358-0